# Psolidium ornatum
Psolidium ornatum is een zeekomkommer uit de familie Psolidae.
De wetenschappelijke naam van de soort werd in 1893 gepubliceerd door Edmond Perrier.